# Владимир Марковић (фудбалер)
Владимир „Владо” Марковић (Бијељина, 26. август 1985) босанскохерцеговачки је професионални фудбалер српског порекла. Висок је 184 центиметра и игра на позицији одбрамбеног играча. Тренутно наступа за Младост из Гацка у Првој лиги Републике Српске.
До сада је наступао је за следеће клубове: ФК Победа Прилеп, ОФК Београд, ФК Борац Бања Лука, ФК Славија Источно Сарајево, ФК Скендербег, ФК Теута Драч, ФК Печуј, НК Челик, ФК Младост Велика Обарска, ФК Леотар и ФК Младост Гацко.

## Каријера

### Клупска
Рођен је у Бијељини у СР Босни и Херцеговини, СФРЈ. Марковић је играо у Првој лиги Македоније за фудбалски клуб Победа из Прилепа пре него што је прешао, 2007. године, у ОФК Београд играјући у Суперлиги Србије. У лето 2008. године, Марковић се вратио у Босну и Херцеговину играјући у премијерлигашком клубу Борац из Бања Луке, међутим, следеће зиме, прелази у Славију из Источног Сарајева. У лето 2009. године враћа се у македонску Победу из Прилепа. Током зимске паузе у сезони 2009/2010. Марковић потписује уговор са албанским Скендербегом из Корче у Суперлиги Албаније за кога је играо све до лета 2011. године када прелази у други најјачи албански клуб Теута из Драча. У зимској паузи сезоне 2011/2012. потписује са мађарским прволигашким клубом Печуј из истоименог града. У лето 2012. године враћа се у Босну и Херцеговину и потписује са премијерлигашком екипом из Зенице, Челиком. Следећег лета прелази у новоосновани Младост из Велике Обарске. 2014. године потписује за Леотар из Требиња да би након једне сезоне проведене у Леотару потписао за тренутни клуб за који наступа, Младост из Гацка, за који је до сада забележио укупно 13 наступа.